# آرتشي جميل
آرتشي جميل (بالإنجليزية: Archie Gemmill)‏ مواليد 24 مارس 1947 في اسكتلندا، هو لاعب كرة قدم اسكتلندي دولي سابق كان يلعب كلاعب وسط. سبق له أن لعب في كأس العالم لكرة القدم مع منتخب بلاده. لعب خلال مسيرته 686 مباراة سجل خلالها 65 هدفاً.

## المسيرة الاحترافية

### أندية لعب لها
- نادي سانت ميرين
- بريستون نورث إيند
- ديربي كاونتي
- نوتينغهام فورست
- برمنغهام سيتي
- ويغان أتلتيك

## روابط خارجية
- آرتشي جميل على موقع الاتحاد الأوربي (الإنجليزية)
- آرتشي جميل على موقع الاتحاد الإسكتلندي (الإنجليزية)
- آرتشي جميل على موقع قاعدة بيانات كرة القدم.إي يو (الإنجليزية)
- آرتشي جميل على موقع ناشيونال فوتبول تيمز (الإنجليزية)
- آرتشي جميل قاعة قاعة إسكتلندا للمشاهير الرياضية (الإنجليزية)